# Juripiranga
Juripiranga là một đô thị thuộc bang Paraíba, Brasil. Đô thị này có diện tích 78,761 km², dân số năm 2007 là 9826 người, mật độ 124,8 người/km².